# Ballogie
Ballogie, schottisch-gälisch: Baile Lagaidh, ist eine Ortschaft in der schottischen Council Area Aberdeenshire. Sie ist etwa fünf Kilometer südöstlich von Aboyne und 37 km südwestlich des Zentrums von Aberdeen am Burn of Cattie gelegen. Der Dee verläuft etwa zwei Kilometer nördlich, weshalb Ballogie zur Region Lower Deeside gerechnet wird. Sein Name bedeutet etwa „Ort in der kleinen Senke“.

## Geschichte
Die Geschichte von Ballogie ist verknüpft mit dem gleichnamigen Anwesen. Das heutige Herrenhaus Ballogie House stammt aus den 1850er Jahren. Auf dem weitläufigen Anwesen sind verschiedene Gebäude denkmalgeschützt. Nordöstlich befindet sich die ehemalige Schusterwerkstatt Souter’s Shop, die als Denkmal der höchsten schottischen Kategorie A klassifiziert ist. Zusammen mit dem nebenliegenden Wohngebäude Muir Croft bildet sie außerdem ein Denkmalensemble der Kategorie B.
Heute existiert Ballogie nur noch als kleine Streusiedlung.

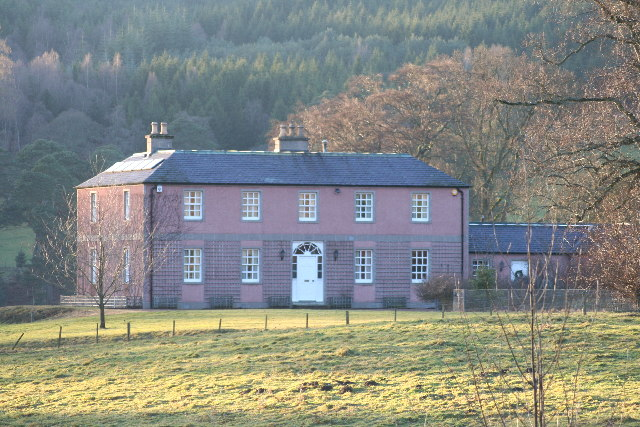
Ballogie House
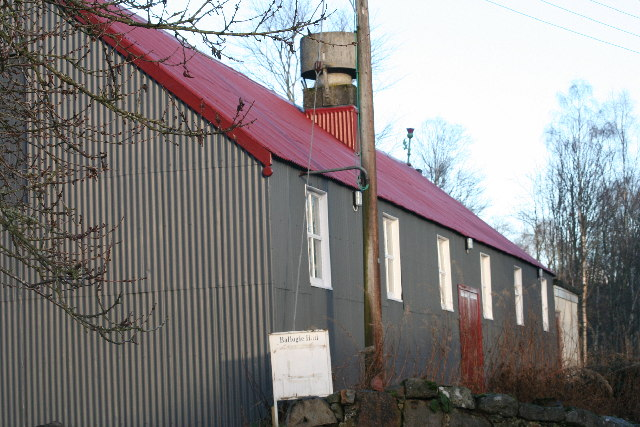
Rathaus
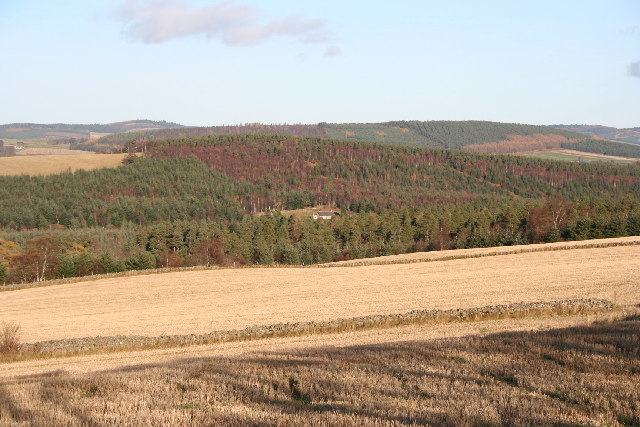
Einödhof im Wald

## Verkehr
Östlich passiert die von Strachan bis jenseits von Crathie führende B976 die Ortschaft. Ebenso wie die von dieser abzweigende B993 bindet sie Ballogie im Norden beziehungsweise Osten an die Fernstraße A93 (Perth–Aberdeen) an. Der internationale Flughafen Aberdeen befindet sich rund 35 Kilometer nordöstlich.